# Stazione di Palestrina (FS)
Stazione di Palestrina 1990-ben bezárt vasútállomás Olaszországban, Palestrina településen.

## Vasútvonalak
Az állomást az alábbi vasútvonalak érintették:
- Róma–Cassino–Nápoly-vasútvonal

## Kapcsolódó állomások
A vasútállomáshoz az alábbi állomások vannak a legközelebb:
- Stazione di Labico
- Stazione di Zagarolo